# Петерсон, Рольф
Рольф И́нгвар Пе́терсон (швед. Rolf Ingvar Peterson; 11 мая 1944, Хальмстад) — шведский гребец-байдарочник, выступал за сборную Швеции в середине 1960-х — начале 1970-х годов. Участник трёх летних Олимпийских игр, чемпион Олимпиады в Токио, серебряный призёр Олимпиады в Мюнхене, двукратный чемпион мира, серебряный и бронзовый призёр чемпионатов Европы, победитель многих регат национального и международного значения.

## Биография
Рольф Петерсон родился 11 мая 1944 года в Хальмстаде. Активно заниматься греблей начал с раннего детства, проходил подготовку в одном из местных спортивных клубов, а также в каноэ-клубе города Сёдертелье.
Первого серьёзного успеха на взрослом международном уровне добился в 1964 году, когда попал в основной состав шведской национальной сборной и благодаря череде удачных выступлений удостоился права защищать честь страны на летних Олимпийских играх в Токио. В одиночках на тысяче метрах обогнал здесь всех своих соперников и завоевал тем самым золотую олимпийскую медаль. Кроме того, стартовал в четвёрках на тысяче метрах, но в финальном заезде финишировал лишь пятым, немного не дотянув до призовых позиций.
В 1965 году Петерсон побывал на чемпионате Европы в Бухаресте, откуда привёз награду бронзового достоинства, выигранную в зачёте одиночных байдарок на дистанции 500 метров. Два года спустя выступил на европейском первенстве в немецком Дуйсбурге, где стал в той же дисциплине серебряным призёром. Будучи одним из лидеров гребной команды Швеции, благополучно прошёл квалификацию на Олимпийские игры 1968 года в Мехико, нёс знамя своей страны на церемонии открытия, однако на сей раз остался без медалей, в одиночках на тысяче метрах занял в финале пятое место.
После мексиканской Олимпиады Рольф Петерсон остался в основном составе шведской национальной сборной и продолжил принимать участие в крупнейших международных регатах. Так, в 1970 году он отправился представлять страну на чемпионате мира в Копенгагене и вместе с напарником Ларсом Андерссоном завоевал золотую медаль в полукилометровой дисциплине и серебряную медаль в километровой. В следующем сезоне на мировом первенстве в Белграде с тем же Андерссоном вновь стал чемпионом в двойках на пятистах метрах. 
Прошёл отбор на Олимпийские игры 1972 года в Мюнхене — среди одиночных байдарок на дистанции 1000 метров занял второе место и получил серебряную олимпийскую медаль — на финише его обошёл советский гребец Александр Шапаренко. Вскоре по окончании этих соревнований принял решение завершить карьеру профессионального спортсмена, уступив место в сборной молодым шведским гребцам.